# Selección de fútbol sub-20 de Chile
La selección de fútbol sub-20 de Chile es el representativo de dicho país en las competencias oficiales de fútbol de su categoría. Su organización está a cargo de la Federación de Fútbol de Chile, que ha estado afiliada a la FIFA desde 1913 y fue uno de los miembros fundadores de la Conmebol en 1916.
La selección de fútbol sub-20 de Chile participa cada dos años en el Campeonato Sudamericano Sub-20, clasificatorio para la Copa Mundial de la categoría, torneo internacional en el cual ha participado en seis ocasiones: 1987, donde actuó de local, 1995, 2001, 2005, 2007 y 2013.
Los máximos logros de la selección chilena sub-20 han sido alcanzar el cuarto lugar del mundo en la Copa Mundial de Fútbol Sub-20 de 1987, en la cual fue el anfitrión, y el tercer lugar del mundo en la Copa Mundial de Fútbol Sub-20 de 2007.
Hasta 2011, el portero chileno Cristopher Toselli tuvo el récord de portería imbatida en el torneo de la Copa Mundial sub-20, acumulando 492 minutos, siendo desplazado por el portero portugués Mika que completó 570 minutos sin recibir goles durante la Copa Mundial de Fútbol Juvenil de 2011.
El año 2018, la selección participó de los Juegos Suramericanos de 2018 realizados en Cochabamba, Bolivia. Sin perder ninguno de sus partidos, se coronó campeón por primera vez en dicha competencia, derrotando en la final a Uruguay con gol en el tiempo de suplemento.

## Historia

### Copa Mundial Sub-20 de Chile 1987
La primera intervención en una competencia de esta índole fue en territorio nacional, donde la selección chilena, dirigida por Luis Ibarra, obtuvo el cuarto puesto. Compartió el Grupo A junto a Australia, Togo y Yugoslavia, que finalmente fue el campeón. En la segunda ronda, enfrentó a Italia, a la que venció 1:0 con gol de penalti ejecutado por Camilo Pino. En semifinales, enfrentó en Concepción a la República Federal de Alemania, siendo goleado por 4:0. Finalmente, en la definición por el tercer lugar, tras un empate 1:1, cayó en lanzamientos penales ante la República Democrática de Alemania.
El goleador de la selección fue Camilo Pino con cinco goles.

| Equipo     | Pts | PJ | PG | PE | PP | GF | GC | Dif |
| ---------- | --- | -- | -- | -- | -- | -- | -- | --- |
| Yugoslavia | 6   | 3  | 3  | 0  | 0  | 12 | 3  | +9  |
| Chile      | 4   | 3  | 2  | 0  | 1  | 7  | 4  | +3  |
| Australia  | 2   | 3  | 1  | 0  | 2  | 2  | 6  | −4  |
| Togo       | 0   | 3  | 0  | 0  | 3  | 1  | 9  | −8  |

| 10 de octubre de 1987, 17:00 | Yugoslavia                              | 4:2 (2:1) | Chile                | Estadio Nacional, Santiago                                                  |                                                                             |
|                              | Boban 14' · Stimac 19' · Suker 61', 63' | Reporte   | 17' Tudor · 67' Pino | Asistencia: 67.000 espectadores Árbitro(s): Juan Carlos Loustau (Argentina) | Asistencia: 67.000 espectadores Árbitro(s): Juan Carlos Loustau (Argentina) |

| 13 de octubre de 1987, 17:00 | Chile                           | 3:0 (2:0) | Togo | Estadio Nacional, Santiago                                                 |                                                                            |
|                              | Pino 8' (pen.) · Tudor 32', 75' | Reporte   |      | Asistencia: 60.000 espectadores Árbitro(s): Mauro Vincent (Estados Unidos) | Asistencia: 60.000 espectadores Árbitro(s): Mauro Vincent (Estados Unidos) |

| 17 de octubre de 1987, 17:00 | Chile         | 2:0 (1:0) | Australia | Estadio Nacional, Santiago                                          |                                                                     |
|                              | Pino 22', 52' | Reporte   |           | Asistencia: 75.000 espectadores Árbitro(s): Emilio Soriano (España) | Asistencia: 75.000 espectadores Árbitro(s): Emilio Soriano (España) |

Cuartos de final
| 21 de octubre de 1987, 16:15 | Italia | 0:1 (0:0) | Chile           | Municipal de Concepción, Concepción                               |                                                                   |
|                              |        | Reporte   | 73' (pen.) Pino | Asistencia: 35.000 espectadores Árbitro(s): Rune Larsson (Suecia) | Asistencia: 35.000 espectadores Árbitro(s): Rune Larsson (Suecia) |

Semifinal
| 23 de octubre de 1987, 16:15 | Chile | 0:4 (0:3) | Alemania Federal                                 | Municipal de Concepción, Concepción                                   |                                                                       |
|                              |       | Reporte   | 9' Eichenauer · 15' Dammeier · 36', 69' Witeczek | Asistencia: 36.000 espectadores Árbitro(s): Claude Bouillet (Francia) | Asistencia: 36.000 espectadores Árbitro(s): Claude Bouillet (Francia) |

Tercer lugar
| 25 de octubre de 1987, 15:00 | Chile                               | 1:1 (1:1, 0:0) (t. s.)(1:3 p.) | Alemania Democrática          | Nacional de Chile, Santiago                                         |                                                                     |
|                              | González 84'                        | Reporte                        | 73' Kracht                    | Asistencia: 65.000 espectadores Árbitro(s): Arnaldo Coelho (Brasil) | Asistencia: 65.000 espectadores Árbitro(s): Arnaldo Coelho (Brasil) |
|                              |                                     | Tiros desde el punto penal     |                               |                                                                     |                                                                     |
|                              | Pino · Navarrete · Estay · González |                                | Neitzel · Zimmerling · Jähnig |                                                                     |                                                                     |

| Copa Mundial 1987 | Copa Mundial 1987 | Copa Mundial 1987 | Copa Mundial 1987 | Copa Mundial 1987     |
| Dorsal            | Jugador           | Posición          | Fecha de Nac.     | Club 1987             |
| ----------------- | ----------------- | ----------------- | ----------------- | --------------------- |
| 1                 | Guillermo Velasco | Portero           | 02.06.1968        | Santiago Wanderers    |
| 12                | Gerhard Reiher    | Portero           | 21.04.1968        | Provincial Osorno     |
| 19                | Ángel Gorichón    | Portero           | 05.01.1968        | San Luis              |
| 2                 | Mauricio Soto     | Defensa           | 21.02.1969        | Deportes Puerto Montt |
| 3                 | Carlos Ramírez    | Defensa           | 26.02.1968        | Huachipato            |
| 4                 | Hugo Cortéz       | Defensa           | 03.06.1968        | Cobreandino           |
| 5                 | Javier Margas     | Defensa           | 10.05.1969        | Colo-Colo             |
| 7                 | Raimundo Tupper   | Defensa           | 07.01.1969        | Universidad Católica  |
| 13                | Miguel Latín      | Defensa           | 27.07.1968        | Santiago Wanderers    |
| 15                | Reinaldo Hoffman  | Defensa           | 18.03.1970        | Cobresal              |
| 6                 | Luis Musrri       | Mediocampista     | 24.12.1968        | Universidad de Chile  |
| 8                 | Sandro Navarrete  | Mediocampista     | 01.08.1968        | Huachipato            |
| 10                | Fabián Estay      | Mediocampista     | 05.10.1968        | Universidad Católica  |
| 16                | Héctor Cabello    | Mediocampista     | 14.01.1968        | Deportes La Serena    |
| 17                | Camilo Pino       | Mediocampista     | 04.03.1968        | Cobreloa              |
| 9                 | Luka Tudor        | Delantero         | 21.02.1969        | Universidad Católica  |
| 11                | Pedro González    | Delantero         | 17.10.1967        | Deportes Valdivia     |
| 14                | Juan Carreño      | Delantero         | 16.11.1968        | Unión San Felipe      |
| 18                | Juan Reyes        | Delantero         | 31.08.1967        | O'Higgins             |
| D.T. Luis Ibarra  |                   |                   |                   |                       |

### Copa Mundial Sub-20 de Catar 1995
La segunda participación chilena fue en Catar en 1995. Mucha expectación existía en lo que podía realizar Chile, ya que eran casi los mismos jugadores que habían logrado el tercer puesto en el Mundial Sub-17 realizado en Japón en 1993, bajo la conducción de Leonardo Véliz. Sin embargo, ni siquiera se pasó a segunda ronda. Chile estuvo en el Grupo B, donde cayó derrotado por España por 6:3 y empató con Japón y Burundi.
El goleador de la Roja fue Sebastián Rozental, con cuatro goles, quien fue uno de los pocos que mantuvo su nivel. Finalmente, terminó coronándose campeón del torneo el equipo de Argentina. Hubo acusaciones de que a algunos miembros de la selección chilena recibieron incentivos de un grupo de apostadores asiáticos, lo que trajo castigos a los jugadores involucrados.
| Equipo  | Pts | PJ | PG | PE | PP | GF | GC | Dif |
| ------- | --- | -- | -- | -- | -- | -- | -- | --- |
| España  | 9   | 3  | 3  | 0  | 0  | 13 | 5  | 8   |
| Japón   | 4   | 3  | 1  | 1  | 1  | 5  | 4  | 1   |
| Chile   | 2   | 3  | 0  | 2  | 1  | 6  | 9  | -3  |
| Burundi | 1   | 3  | 0  | 1  | 2  | 2  | 8  | -6  |

| 14 de abril de 1995, 17:15 | Chile                    | 2:2 (1:0) | Japón                | Estadio Al-Ahli, Doha                                               |                                                                     |
|                            | Rozental 11' (pen.), 67' | Reporte   | 47' Oki · 87' Nakata | Asistencia: 2.000 espectadores Árbitro(s): Charles Masembe (Uganda) | Asistencia: 2.000 espectadores Árbitro(s): Charles Masembe (Uganda) |

| 16 de abril de 1995, 17:15 | Burundi       | 1:1 (0:1) | Chile        | Estadio Al-Ahli, Doha                                                          |                                                                                |
|                            | Butunungu 83' | Reporte   | 14' Rozental | Asistencia: 3.000 espectadores Árbitro(s): Ramón Luis Méndez Vega (Costa Rica) | Asistencia: 3.000 espectadores Árbitro(s): Ramón Luis Méndez Vega (Costa Rica) |

| 19 de abril de 1995, 19:45 | España                                                                           | 6:3 (3:0) | Chile                               | Estadio Al-Ahli, Doha                                                          |                                                                                |
|                            | Etxeberria 9', 13' · Ochoa 20', 61' · Míchel Salgado 47' · De la Peña 80' (pen.) | Reporte   | 52' Rozental · 77' Poli · 83' Lobos | Asistencia: 3.000 espectadores Árbitro(s): Pascual Rebolledo Cárdenas (México) | Asistencia: 3.000 espectadores Árbitro(s): Pascual Rebolledo Cárdenas (México) |

Plantilla
| Copa Mundial 1995   | Copa Mundial 1995   | Copa Mundial 1995 | Copa Mundial 1995 | Copa Mundial 1995    |
| Dorsal              | Jugador             | Posición          | Fecha de Nac.     | Club 1995            |
| ------------------- | ------------------- | ----------------- | ----------------- | -------------------- |
| 1                   | Carlos Toro         | Portero           | 04.02.1976        | Everton              |
| 12                  | Ariel Salas         | Portero           | 19.10.1976        | Colo-Colo            |
| 2                   | Francisco Fernández | Defensa           | 19.08.1975        | Colo-Colo            |
| 3                   | Mauricio Donoso     | Defensa           | 30.04.1976        | Cobreloa             |
| 4                   | Nelson Garrido      | Defensa           | 12.02.1977        | Universidad Católica |
| 5                   | Jorge Vargas        | Defensa           | 08.02.1976        | Universidad Católica |
| 18                  | Dante Poli          | Defensa           | 15.08.1976        | Universidad Católica |
| 6                   | Dion Valle          | Mediocampista     | 22.07.1977        | Colo-Colo            |
| 7                   | Rodrigo Valenzuela  | Mediocampista     | 27.11.1975        | Unión Española       |
| 8                   | Carlos Barraza      | Mediocampista     | 12.03.1976        | Universidad Católica |
| 9                   | Alejandro Osorio    | Mediocampista     | 24.09.1976        | Universidad Católica |
| 10                  | Frank Lobos         | Mediocampista     | 25.09.1976        | Colo-Colo            |
| 14                  | Cristián Uribe      | Mediocampista     | 01.08.1976        | Huachipato           |
| 15                  | Fernando Martel     | Mediocampista     | 02.10.1975        | Unión San Felipe     |
| 17                  | Juan Carlos Madrid  | Mediocampista     | 20.10.1975        | Universidad Católica |
| 11                  | Sebastián Rozental  | Delantero         | 01.09.1976        | Universidad Católica |
| 13                  | Héctor Tapia        | Delantero         | 30.09.1977        | Colo-Colo            |
| 16                  | Mauricio Aros       | Delantero         | 09.03.1976        | Deportes Concepción  |
| D.T. Leonardo Véliz |                     |                   |                   |                      |

### Copa Mundial Sub-20 de Argentina 2001
En 2001, Chile nuevamente se entusiasmó con un plantel formado, entre otros, por Johnny Herrera, Nelson Pinto, Sebastián Pardo, Jaime Valdés, Joel Soto, Adán Vergara, Roberto Órdenes, Rodrigo Millar y Hugo Droguett.
El sorteo hizo que Chile compartiera el grupo con Ucrania, Estados Unidos y China. Unos días antes de embarcarse a Argentina, se produjo el episodio de los “faroles rojos”, lo que repercutió notablemente en el estado anímico del plantel dirigido técnicamente por Héctor Pinto. Así, en Mendoza, la sub-20 chilena perdió por sendas goleadas ante Ucrania y Estados Unidos y sólo superó ajustadamente a China, lo que trajo consigo el fin de la participación de la Roja en el Mundial 2001, que fue ganado por la selección anfitriona, Argentina.
| Equipo         | Pts | PJ | PG | PE | PP | GF | GC | Dif |
| -------------- | --- | -- | -- | -- | -- | -- | -- | --- |
| Ucrania        | 5   | 3  | 1  | 2  | 0  | 5  | 3  | 2   |
| Estados Unidos | 4   | 3  | 1  | 1  | 1  | 5  | 3  | 2   |
| China          | 4   | 3  | 1  | 1  | 1  | 1  | 1  | 0   |
| Chile          | 3   | 3  | 1  | 0  | 2  | 4  | 8  | -4  |

| 17 de junio de 2001, 16:45 | Chile                    | 2:4 (1:2) | Ucrania                                          | Estadio Malvinas Argentinas, Mendoza                                        |                                                                             |
|                            | Millar 38' · Pardo 90+2' | Reporte   | 14', 50' Belik · 36' (a.g.) Oyarzún · 78' Valeev | Asistencia: 7.500 espectadores Árbitro(s): Naser Al Hamdan (Arabia Saudita) | Asistencia: 7.500 espectadores Árbitro(s): Naser Al Hamdan (Arabia Saudita) |

| 20 de junio de 2001, 16:45 | Chile      | 1:4 (1:2) | Estados Unidos                           | Estadio Malvinas Argentinas, Mendoza                                  |                                                                       |
|                            | Valdés 28' | Reporte   | 6', 40' Beasley · 69' Davis · 75' Buddle | Asistencia: 5.500 espectadores Árbitro(s): Claudio Martín (Argentina) | Asistencia: 5.500 espectadores Árbitro(s): Claudio Martín (Argentina) |

| 23 de junio de 2001, 16:45 | China | 0:1 (0:0) | Chile       | Estadio Malvinas Argentinas, Mendoza                            |                                                                 |
|                            |       | Reporte   | 87' Berríos | Asistencia: 8.000 espectadores Árbitro(s): Coffi Codjia (Benín) | Asistencia: 8.000 espectadores Árbitro(s): Coffi Codjia (Benín) |

Plantilla
| Copa Mundial 2001 | Copa Mundial 2001 | Copa Mundial 2001 | Copa Mundial 2001 | Copa Mundial 2001         |
| Dorsal            | Jugador           | Posición          | Fecha de Nac.     | Club 2001                 |
| ----------------- | ----------------- | ----------------- | ----------------- | ------------------------- |
| 1                 | Johnny Herrera    | Portero           | 09.05.1981        | Universidad de Chile      |
| 18                | Eduardo Lobos     | Portero           | 30.07.1981        | Colo-Colo                 |
| 2                 | Sergio Fernández  | Defensa           | 14.06.1981        | Colo-Colo                 |
| 3                 | Daniel Campos     | Defensa           | 17.07.1981        | Universidad de Concepción |
| 5                 | Luis Oyarzún      | Defensa           | 24.04.1982        | Palestino                 |
| 6                 | Nelson Pinto      | Defensa           | 01.02.1981        | Universidad de Chile      |
| 12                | Gino Reyes        | Defensa           | 23.02.1981        | Provincial Osorno         |
| 14                | Adán Vergara      | Defensa           | 09.05.1981        | Cobreloa                  |
| 15                | Mario Berríos     | Defensa           | 20.08.1981        | Palestino                 |
| 4                 | Hugo Droguett     | Mediocampista     | 02.09.1982        | Universidad Católica      |
| 7                 | Gonzalo Villagra  | Mediocampista     | 17.09.1981        | Universidad Católica      |
| 8                 | Sebastián Pardo   | Mediocampista     | 01.01.1982        | Universidad de Chile      |
| 10                | Jaime Valdés      | Mediocampista     | 11.01.1981        | Bari                      |
| 16                | Roberto Órdenes   | Mediocampista     | 05.01.1981        | Unión Española            |
| 17                | Rodrigo Millar    | Mediocampista     | 03.11.1981        | Huachipato                |
| 9                 | Mario Cáceres     | Delantero         | 17.03.1981        | Sporting de Lisboa        |
| 11                | Mario Salgado     | Delantero         | 03.06.1981        | Huachipato                |
| 13                | Joel Soto         | Delantero         | 09.04.1982        | Santiago Wanderers        |
| D.T. Héctor Pinto |                   |                   |                   |                           |

### Copa Mundial Sub-20 de Países Bajos 2005
Bajo el mando de Matías Fernández, Gonzalo Jara, Pedro Morales, Carlos Villanueva y Fernando Meneses, la Roja tuvo un debut auspicioso: goleó a Honduras por 7:0. La prensa nacional agrandó de tal modo a la selección sub-20 que en el país ya se hablaba de los primeros chilenos campeones del mundo; sin embargo, en el segundo partido, la Roja fue goleada por 0:7. En el último partido de la serie, los nacionales perdieron ante Marruecos y clasificaron como mejores terceros a la segunda ronda, donde enfrentaron al local Holanda, con quien cayeron 0:3, quedando fuera de esta Copa del Mundo que fue ganada por Argentina.
| Equipo    | Pts | PJ | PG | PE | PP | GF | GC | Dif |
| --------- | --- | -- | -- | -- | -- | -- | -- | --- |
| España    | 9   | 3  | 3  | 0  | 0  | 13 | 1  | +12 |
| Marruecos | 6   | 3  | 2  | 0  | 1  | 7  | 3  | +4  |
| Chile     | 3   | 3  | 1  | 0  | 2  | 7  | 8  | -1  |
| Honduras  | 0   | 3  | 0  | 0  | 3  | 0  | 15 | -15 |

| 11 de junio de 2005, 20:30 | Honduras | 0:7 (0:2) | Chile                                                                          | Estadio De Vijverberg, Doetinchem                                  |                                                                    |
|                            |          | Reporte   | 11', 71' Parada · 30', 53' Fuenzalida · 67' Fernández · 69' Jara · 77' Morales | Asistencia: 6.800 espectadores Árbitro(s): Massimo Busacca (Suiza) | Asistencia: 6.800 espectadores Árbitro(s): Massimo Busacca (Suiza) |

| 14 de junio de 2005, 20:30 | Chile | 0:7 (0:1) | España                                                    | Estadio De Vijverberg, Doetinchem                                    |                                                                      |
|                            |       | Reporte   | 8', 62', 78', 81' Llorente · 51' Robusté · 71', 85' Silva | Asistencia: 6.600 espectadores Árbitro(s): Benito Archundia (México) | Asistencia: 6.600 espectadores Árbitro(s): Benito Archundia (México) |

| 17 de junio de 2005, 17:30 | Marruecos      | 1:0 (1:0) | Chile | Estadio Galgenwaard, Utrecht                                        |                                                                     |
|                            | Bendamou 45+2' | Reporte   |       | Asistencia: 11.000 espectadores Árbitro(s): Mark Shield (Australia) | Asistencia: 11.000 espectadores Árbitro(s): Mark Shield (Australia) |

Octavos de final
| 22 de junio de 2005, 20:30 | Países Bajos                           | 3:0 (1:0) | Chile | Estadio De Vijverberg, Doetinchem                                         |                                                                           |
|                            | Babel 3' · Owusu-Abeyie 73' · John 80' | Reporte   |       | Asistencia: 10.900 espectadores Árbitro(s): Rodolfo Sibrián (El Salvador) | Asistencia: 10.900 espectadores Árbitro(s): Rodolfo Sibrián (El Salvador) |

Plantilla
| Copa Mundial 2005  | Copa Mundial 2005     | Copa Mundial 2005 | Copa Mundial 2005 | Copa Mundial 2005         |
| Dorsal             | Jugador               | Posición          | Fecha de Nac.     | Club 2005                 |
| ------------------ | --------------------- | ----------------- | ----------------- | ------------------------- |
| 1                  | Carlos Espinoza       | Portero           | 23.02.1985        | Deportes Puerto Montt     |
| 12                 | Carlos Arias          | Portero           | 04.09.1986        | Universidad Católica      |
| 21                 | José Rosales          | Portero           | 29.10.1985        | O'Higgins                 |
| 2                  | Edzon Riquelme        | Defensa           | 29.08.1985        | Deportes Concepción       |
| 4                  | Sebastián Montesinos  | Defensa           | 12.03.1986        | Colo-Colo                 |
| 5                  | Hugo Bascuñán         | Defensa           | 10.01.1985        | Italmaracaibo             |
| 13                 | Felipe Muñoz          | Defensa           | 04.04.1985        | Colo-Colo                 |
| 16                 | Francisco Sánchez     | Defensa           | 02.06.1985        | Everton                   |
| 18                 | Gonzalo Jara          | Defensa           | 29.10.1985        | Huachipato                |
| 3                  | Sebastián Páez        | Mediocampista     | 13.08.1986        | Deportes La Serena        |
| 6                  | Marcelo Díaz          | Mediocampista     | 30.12.1986        | Universidad de Chile      |
| 7                  | Fernando Meneses      | Mediocampista     | 27.08.1985        | Colo-Colo                 |
| 8                  | Iván Vásquez          | Mediocampista     | 13.08.1985        | Universidad Católica      |
| 10                 | Pedro Morales         | Mediocampista     | 25.05.1985        | Huachipato                |
| 14                 | Matías Fernández      | Mediocampista     | 15.05.1986        | Colo-Colo                 |
| 15                 | Carlos Carmona        | Mediocampista     | 21.02.1987        | Coquimbo Unido            |
| 17                 | Carlos Villanueva     | Mediocampista     | 05.02.1986        | Audax Italiano            |
| 19                 | José Pedro Fuenzalida | Mediocampista     | 22.02.1985        | Universidad Católica      |
| 9                  | Nicolás Canales       | Delantero         | 27.06.1985        | Universidad de Chile      |
| 11                 | Eduardo Tudela        | Delantero         | 03.03.1986        | Cobreloa                  |
| 20                 | Ricardo Parada        | Delantero         | 02.01.1985        | Universidad de Concepción |
| D.T. José Sulantay |                       |                   |                   |                           |

### Copa Mundial Sub-20 de Canadá 2007

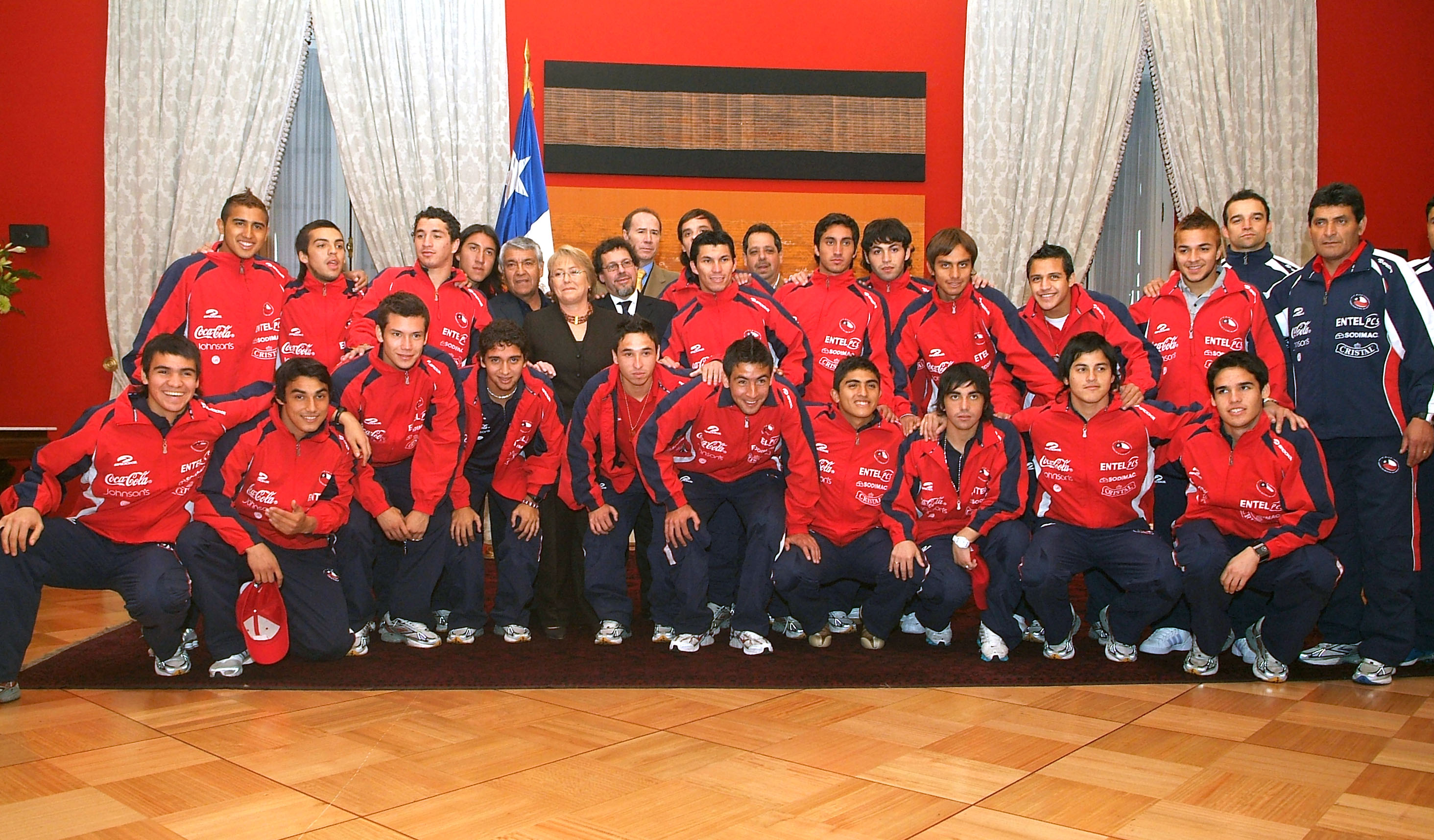
La presidenta Michelle Bachelet, en un encuentro con la Selección Nacional de Fútbol Sub-20, que obtuvo el tercer lugar en Mundial de Fútbol Sub-20.

Canadá 2007 fue la quinta participación de la Sub-20 en un Mundial de la categoría, y a esta justa se llegaba con la confianza de un grupo de jugadores que desde que salieron de Santiago señalaban que iban al torneo a ser campeones del mundo, cosa que al principio muchos simplemente no creían.
En el debut golearon por 3:0 al combinado local en Toronto con goles de Nicolás Medina, Carlos Carmona y Jaime Grondona. De principio a fin, la selección fue amplia dominadora del encuentro y con ello se quedó con la victoria.
En el segundo partido disputado en Edmonton, enfrentaron al representativo de Congo que venía de ser campeón en el torneo juvenil africano, pero ello no fue impedimento para que la selección lo venciera también por 3:0 con goles de Alexis Sánchez, Nicolás Medina y Arturo Vidal. Con aquella victoria, la selección logró el primer objetivo que era clasificar a los octavos de final y sin depender de otros resultados.
Ya en el último partido del grupo nuevamente en Toronto el representativo chileno se enfrentó a su similar de Austria en donde se esperaba un nuevo triunfo pero solo se empató sin goles con los europeos. Así, finalmente, la Sub-20 logró el primer puesto de su grupo con 7 puntos y sin goles en contra demostrando la solidez defensiva del equipo y su siguiente rival era Portugal.
Ya en octavos el equipo retornó a Edmonton para enfrentar a los lusitanos en un partido muy duro. Los jugadores de la selección llegaban con claras opciones de gol pero fallaban en el finiquito, mientras que los europeos en forma tímida se acercaban al arco de Christopher Toselli, hasta que casi al terminar el primer tiempo un centro lo aprovecha Arturo Vidal para batir la portería lusa y decretar el 1:0 que a la postre sería el resultado final. En el segundo tiempo, las cosas cambiaron y Portugal empezó a llegar a la portería chilena con clara intención de empatar, pero sus esfuerzos fueron en vano gracias a que los defensas les ganaban las pelotas y a la buena actuación de Christopher Toselli. Casi al terminar el partido los lusos terminaron con dos expulsados producto de la impotencia por quedar eliminados; casi al final del partido, fue expulsado Arturo Vidal por retener la pelota. Al final, Chile se quedó con la victoria y en cuartos debería medirse contra Nigeria.
En cuartos de final, la selección se desplazó hasta Montreal para disputar su partido frente a los nigerianos que no sería nada de fácil. la selección hacía su juego pero los africanos se plantarían muy bien en la cancha y no dejarían que los dirigidos de José Sulantay llegaran al arco contrario. 0:0 al término del primer tiempo y en el segundo ocurrió prácticamente lo mismo por lo que el partido terminó en blanco y se tuvo que ir al alargue; fue en esta instancia donde Chile logró romper el marcador. Jaime Grondona fue el encargado de abrir el marcador a los 96' desatando la algarabía de los hinchas nacionales en el estadio. Así se fueron al breve descanso, y ya en el segundo tiempo de la prórroga, la selección barrió con su rival. Mathías Vidangossy es derribado en el área de sentencia y el árbitro decreta penal que luego lo canjea por gol Mauricio Isla. Con el marcador de 2:0 los nigerianos se entregaron y los muchachos lo aprovecharon para contragolpear y gracias a ello Mauricio Isla se mandó un carrerón desde la mitad de la cancha y batió la portería rival, marcando el 3:0, pero faltaba algo más. Ya casi al término del partido, Mathías Vidangossy elude al portero que estaba muy lejos de su arco y con toque suave manda el balón a las mallas significando el 4:0, marcador con el que el partido concluyó. Ya instalados en la etapa de semifinales, tendrían que enfrentar a un coloso mundial de la categoría: Argentina.
El escenario del compromiso era nuevamente Toronto y la Sub-20 estaba confiada en torcer la mano a la historia e instalar a Chile por primera vez en la final de una Copa del Mundo, pero ese sueño comenzó a trastabillar cuando la albiceleste marcó el primer gol y, de paso, rompió el invicto que tenía Christopher Toselli, quien, de todos modos, superó la marca que tenía Cláudio Taffarel desde 1985. Y para colmo de males, la selección sufre la expulsión de Gary Medel a los 16'. Desde ese momento el equipo se desconcentró mentalmente del partido y fue presa fácil para los de Hugo Tocalli. En el segundo tiempo, la albiceleste llegaba con más daño al arco nacional y en eso Argentina marca el segundo gol lo que deja a una Sub-20 casi sin chances de poder remontar el marcador. Con un 0:2 por debajo, los jugadores se fueron del partido y el que simbolizó toda esa ira y rabia fue Arturo Vidal quien estaba al borde del llanto. El tercer gol de los argentinos fue sólo el corolario de una jornada desastrosa para la Sub-20 quien después del partido tuvo un grave incidente con la policía canadiense en el cual fueron detenidos 8 jugadores a los que se los trató de manera brutal y descarada. Después de un par de horas, los jugadores fueron liberados y la policía no les aplicó cargos en su contra.

Pero la selección no podía irse del torneo con las manos vacías y fueron con todo en busca de obtener la medalla de bronce. En el partido por el tercer puesto jugado en Toronto, la selección consiguió un merecido triunfo por 1:0 sobre su similar de Austria gracias a un gol de Hans Martínez a los 45' tras centro de Michael Silva y con ello logra el tercer puesto en este torneo que es hasta hoy la mejor actuación de la selección en un mundial juvenil. Este torneo fue ganado finalmente por Argentina, que venció en la final 2-1 a República Checa.
| Equipo  | Pts | PJ | PG | PE | PP | GF | GC | Dif |
| ------- | --- | -- | -- | -- | -- | -- | -- | --- |
| Chile   | 7   | 3  | 2  | 1  | 0  | 6  | 0  | 6   |
| Austria | 5   | 3  | 1  | 2  | 0  | 2  | 1  | 1   |
| Congo   | 4   | 3  | 1  | 1  | 1  | 3  | 4  | -1  |
| Canadá  | 0   | 3  | 0  | 0  | 3  | 0  | 6  | -6  |

| 1 de julio de 2007, 19:45 | Canadá | 0:3 (0:1) | Chile                                   | Estadio Nacional, Toronto                                            |                                                                      |
|                           |        | Reporte   | 25' Medina · 54' Carmona · 81' Grondona | Asistencia: 19.526 espectadores Árbitro(s): Alberto Undiano Mallenco | Asistencia: 19.526 espectadores Árbitro(s): Alberto Undiano Mallenco |

| 5 de julio de 2007, 22:30 | Chile                                | 3:0 (0:0) | Congo | Estadio de la Mancomunidad, Edmonton                        |                                                             |
|                           | Sánchez 49' · Medina 75' · Vidal 82' | Reporte   |       | Asistencia: 30.352 espectadores Árbitro(s): Ravshan Irmatov | Asistencia: 30.352 espectadores Árbitro(s): Ravshan Irmatov |

| 8 de julio de 2007, 20:00 | Chile | 0:0     | Austria | Estadio Nacional, Toronto                                |                                                          |
|                           |       | Reporte |         | Asistencia: 19.526 espectadores Árbitro(s): Joel Aguilar | Asistencia: 19.526 espectadores Árbitro(s): Joel Aguilar |

Octavos de final
| 12 de julio de 2007, 19:45 | Chile     | 1:0 (1:0) | Portugal | Estadio de la Mancomunidad, Edmonton                               |                                                                    |
|                            | Vidal 45' | Reporte   |          | Asistencia: 24.687 espectadores Árbitro(s): Subkhiddin Mohd Salleh | Asistencia: 24.687 espectadores Árbitro(s): Subkhiddin Mohd Salleh |

Cuartos de final
| 15 de julio de 2007, 14:15 | Chile                                                     | 4:0 (0:0, 0:0) (t. s.) | Nigeria | Estadio Olímpico, Montreal                              |                                                         |
|                            | Grondona 96' · Isla 114' (pen.), 118' · Vidangossy 120+2' | Reporte                |         | Asistencia: 46.252 espectadores Árbitro(s): Howard Webb | Asistencia: 46.252 espectadores Árbitro(s): Howard Webb |

Semifinal
| 19 de julio de 2007, 19:45 | Chile | 0:3 (0:1) | Argentina                                | Estadio Nacional, Toronto                                  |                                                            |
|                            |       | Reporte   | 16' Di María · 65' Yacob · 90+3' Morález | Asistencia: 19.526 espectadores Árbitro(s): Wolfgang Stark | Asistencia: 19.526 espectadores Árbitro(s): Wolfgang Stark |

Tercer lugar
| 22 de julio de 2007, 12:15 | Austria | 0:1 (0:1) | Chile          | Estadio Nacional, Toronto                                  |                                                            |
|                            |         | Reporte   | 45+1' Martínez | Asistencia: 19.526 espectadores Árbitro(s): Martin Hansson | Asistencia: 19.526 espectadores Árbitro(s): Martin Hansson |

Plantilla
| Copa Mundial 2007  | Copa Mundial 2007    | Copa Mundial 2007 | Copa Mundial 2007 | Copa Mundial 2007    |
| Dorsal             | Jugador              | Posición          | Fecha de Nac.     | Club 2007            |
| ------------------ | -------------------- | ----------------- | ----------------- | -------------------- |
| 1                  | Cristopher Toselli   | Portero           | 15.06.1988        | Universidad Católica |
| 12                 | Nery Veloso          | Portero           | 02.03.1987        | Huachipato           |
| 21                 | Ronald Valladares    | Portero           | 7.10.1987         | Fernández Vial       |
| 2                  | Cristián Suárez      | Defensa           | 06.02.1987        | Unión San Felipe     |
| 4                  | Eric Godoy           | Defensa           | 26.03.1987        | Santiago Wanderers   |
| 5                  | Nicolás Larrondo     | Defensa           | 04.10.1987        | Universidad de Chile |
| 8                  | Dagoberto Currimilla | Defensa           | 26.12.1987        | Huachipato           |
| 17                 | Hans Martínez        | Defensa           | 04.01.1987        | Universidad Católica |
| 3                  | Mauricio Isla        | Mediocampista     | 12.06.1988        | Universidad Católica |
| 6                  | Gary Medel           | Mediocampista     | 03.08.1987        | Universidad Católica |
| 10                 | Juan Pablo Arenas    | Mediocampista     | 22.04.1987        | Colo-Colo            |
| 14                 | Arturo Vidal         | Mediocampista     | 22.05.1987        | Colo-Colo            |
| 15                 | Carlos Carmona       | Mediocampista     | 21.02.1987        | Coquimbo Unido       |
| 16                 | Gerardo Cortés       | Mediocampista     | 17.05.1988        | Deportes Concepción  |
| 20                 | Isaías Peralta       | Mediocampista     | 21.08.1987        | Unión Española       |
| 7                  | Alexis Sánchez       | Delantero         | 19.12.1988        | Colo-Colo            |
| 9                  | Nicolás Medina       | Delantero         | 28.03.1987        | Universidad de Chile |
| 11                 | Jaime Grondona       | Delantero         | 15.04.1987        | Santiago Wanderers   |
| 18                 | Mathías Vidangossy   | Delantero         | 25.05.1987        | Unión Española       |
| 19                 | Michael Silva        | Delantero         | 12.03.1988        | Atlante              |
| D.T. José Sulantay |                      |                   |                   |                      |

- La Roja en el Mundial sub-20 de Canadá

### Copa Mundial Sub-20 de Turquía 2013
Turquía 2013 fue la sexta participación de la selección sub-20 en un Mundial de la categoría. El primer encuentro finalizó con una victoria ante la selección sub-20 de Egipto, dando vuelta el marcador, luego de ir perdiendo por 0-1, por primera vez en la historia de las Copa Mundial de Fútbol Sub-20, Chile daba vuelta un resultado adverso, el partido terminó 2-1. El segundo partido disputado ante Inglaterra, culminó con un empate 1-1, Castillo abrió el marcador mediante lanzamiento penal. En el último partido de la fase de grupos, Chile se midió ante Irak, el encuentro concluyó con la sorpresiva victoria Irakí por 2-1, Chile ocupó el segundo lugar del grupo E y clasificó a octavos de final.
En la siguiente ronda, la Roja derrotó a Croacia por 2-0, con dos goles en los últimos 10 minutos, el último de ellos un autogol de los croatas. En cuartos de final, Chile enfrentó a Ghana, que se adelantó en el marcador a los 10' minutos, pero Chile dio vuelta el partido antes de la media hora, en el segundo tiempo, Ghana empató el partido a 20 minutos del final. Al empatar durante los 90 minutos, se fue a un alargue, donde Chile nuevamente se puso en ventaja con gol de Ángelo Henríquez a los 98' minutos, pero Ghana volvió a empatar y en el último minuto, Ebenezer Assifuah acabó con las ilusiones chilenas, al anotar el gol del triunfo africano y la eliminación de Chile.
| Equipo     | Pts | PJ | PG | PE | PP | GF | GC | Dif |
| ---------- | --- | -- | -- | -- | -- | -- | -- | --- |
| Irak       | 7   | 3  | 2  | 1  | 0  | 6  | 4  | 2   |
| Chile      | 4   | 3  | 1  | 1  | 1  | 4  | 4  | 0   |
| Egipto     | 3   | 3  | 1  | 0  | 2  | 4  | 4  | 0   |
| Inglaterra | 2   | 3  | 0  | 2  | 1  | 3  | 5  | -2  |

| 23 de junio de 2013, 18:00 | Chile                    | 2:1 (1:1) | Egipto      | Estadio de la Universidad Akdeniz, Antalya                |                                                           |
|                            | Castillo 25' · Bravo 76' | Reporte   | 10' Kahraba | Asistencia: 3 148 espectadores Árbitro(s): Jonas Eriksson | Asistencia: 3 148 espectadores Árbitro(s): Jonas Eriksson |

| 26 de junio de 2013, 18:00 | Chile               | 1:1 (1:0) | Inglaterra | Estadio de la Universidad Akdeniz, Antalya                 |                                                            |
|                            | Castillo 31' (pen.) | Reporte   | 64' Kane   | Asistencia: 3 246 espectadores Árbitro(s): Alireza Faghani | Asistencia: 3 246 espectadores Árbitro(s): Alireza Faghani |

| 29 de junio de 2013, 21:00 | Irak                        | 2:1 (1:1) | Chile    | Estadio de la Universidad Akdeniz, Antalya                 |                                                            |
|                            | Mahdi 15' · Saif Salman 66' | Reporte   | 28' Mora | Asistencia: 2 785 espectadores Árbitro(s): Stephane Lannoy | Asistencia: 2 785 espectadores Árbitro(s): Stephane Lannoy |

Octavos de final
| 3 de julio de 2013, 18:00 | Croacia | 0:2 (0:0) | Chile                               | Estadio Bursa Atatürk, Bursa                            |                                                         |
|                           |         | Reporte   | 81' Castillo · 85' (a.g.) Simunovic | Asistencia: 2 329 espectadores Árbitro(s): Walter López | Asistencia: 2 329 espectadores Árbitro(s): Walter López |

Cuartos de final
| 7 de julio de 2013, 21:00 | Ghana                                          | 4:3 (2:2, 1:2) (t. s.) | Chile                             | Türk Telekom Arena, Estambul                              |                                                           |
|                           | Odjer 11' · Assifuah 72', 120+1' · Salifu 113' | Reporte                | 23' Castillo · 27', 98' Henríquez | Asistencia: 6 632 espectadores Árbitro(s): Nicola Rizzoli | Asistencia: 6 632 espectadores Árbitro(s): Nicola Rizzoli |

Plantilla
| Copa Mundial 2013 | Copa Mundial 2013   | Copa Mundial 2013 | Copa Mundial 2013 | Copa Mundial 2013    |
| Dorsal            | Jugador             | Posición          | Fecha de Nac.     | Club 2013            |
| ----------------- | ------------------- | ----------------- | ----------------- | -------------------- |
| 1                 | Darío Melo          | Portero           | 24.03.1993        | Palestino            |
| 12                | Brayan Cortés       | Portero           | 29.05.1995        | Deportes Iquique     |
| 21                | Álvaro Salazar      | Portero           | 24.03.1993        | Colo-Colo            |
| 2                 | Felipe Campos       | Defensa           | 08.11.1993        | Palestino            |
| 3                 | Alejandro Contreras | Defensa           | 03.03.1993        | Palestino            |
| 4                 | Valber Huerta       | Defensa           | 26.08.1993        | Universidad de Chile |
| 5                 | Igor Lichnovsky     | Defensa           | 07.03.1994        | Universidad de Chile |
| 19                | Mario Larenas       | Defensa           | 27.07.1993        | Unión Española       |
| 6                 | Sebastián Martínez  | Mediocampista     | 06.06.1993        | Universidad de Chile |
| 8                 | Andrés Robles       | Mediocampista     | 07.05.1994        | Santiago Wanderers   |
| 13                | Óscar Hernández     | Mediocampista     | 03.07.1994        | Unión Española       |
| 14                | Bryan Rabello       | Mediocampista     | 16.05.1994        | Sevilla              |
| 15                | Cristián Cuevas     | Mediocampista     | 02.04.1995        | O'Higgins            |
| 16                | César Fuentes       | Mediocampista     | 12.03.1993        | O'Higgins            |
| 17                | Diego Valdés        | Mediocampista     | 30.01.1994        | Audax Italiano       |
| 20                | Claudio Baeza       | Mediocampista     | 23.12.1993        | Colo-Colo            |
| 7                 | Christian Bravo     | Delantero         | 01.10.1993        | Inter Zaprešić       |
| 9                 | Felipe Mora         | Delantero         | 02.08.1993        | Audax Italiano       |
| 10                | Nicolás Maturana    | Delantero         | 08.07.1993        | Universidad de Chile |
| 11                | Ángelo Henríquez    | Delantero         | 13.04.1994        | Manchester United    |
| 18                | Nicolás Castillo    | Delantero         | 14.02.1993        | Universidad Católica |
| D.T. Mario Salas  |                     |                   |                   |                      |

- La Roja en el Mundial Sub-20 de Turquía

En 2014 fueron probados entrenadores venidos del extranjero: de Argentina —el país futbolizado limítrofe—, pero la apuesta no resultó al registrar su «peor ubicación en el Campeonato Sudamericano Sub-20» con el noveno puesto en 2015, porque no conocían el medio.

## Estadísticas

### Copa Mundial de Fútbol Sub-20
| Año   | Ronda            | Posición     | PJ           | PG           | PE           | PP           | GF           | GC           | Goleador                           |
| ----- | ---------------- | ------------ | ------------ | ------------ | ------------ | ------------ | ------------ | ------------ | ---------------------------------- |
| 1977  | No clasificó     | No clasificó | No clasificó | No clasificó | No clasificó | No clasificó | No clasificó | No clasificó | No clasificó                       |
| 1979  | No clasificó     | No clasificó | No clasificó | No clasificó | No clasificó | No clasificó | No clasificó | No clasificó | No clasificó                       |
| 1981  | No clasificó     | No clasificó | No clasificó | No clasificó | No clasificó | No clasificó | No clasificó | No clasificó | No clasificó                       |
| 1983  | No clasificó     | No clasificó | No clasificó | No clasificó | No clasificó | No clasificó | No clasificó | No clasificó | No clasificó                       |
| 1985  | No clasificó     | No clasificó | No clasificó | No clasificó | No clasificó | No clasificó | No clasificó | No clasificó | No clasificó                       |
| 1987  | Cuarto lugar     | 4.º          | 6            | 3            | 1            | 2            | 9            | 9            | Pino: 5                            |
| 1989  | No clasificó     | No clasificó | No clasificó | No clasificó | No clasificó | No clasificó | No clasificó | No clasificó | No clasificó                       |
| 1991  | No clasificó     | No clasificó | No clasificó | No clasificó | No clasificó | No clasificó | No clasificó | No clasificó | No clasificó                       |
| 1993  | No clasificó     | No clasificó | No clasificó | No clasificó | No clasificó | No clasificó | No clasificó | No clasificó | No clasificó                       |
| 1995  | Fase de grupos   | 13.º         | 3            | 0            | 2            | 1            | 6            | 9            | Rozental: 4                        |
| 1997  | No clasificó     | No clasificó | No clasificó | No clasificó | No clasificó | No clasificó | No clasificó | No clasificó | No clasificó                       |
| 1999  | No clasificó     | No clasificó | No clasificó | No clasificó | No clasificó | No clasificó | No clasificó | No clasificó | No clasificó                       |
| 2001  | Fase de grupos   | 20.º         | 3            | 1            | 0            | 2            | 4            | 8            | Millar, Pardo, Valdés y Berríos: 1 |
| 2003  | No clasificó     | No clasificó | No clasificó | No clasificó | No clasificó | No clasificó | No clasificó | No clasificó | No clasificó                       |
| 2005  | Octavos de final | 15.º         | 4            | 1            | 0            | 3            | 7            | 11           | Parada y Fuenzalida: 2             |
| 2007  | Tercer lugar     | 3.º          | 7            | 5            | 1            | 1            | 12           | 3            | Medina, Vidal, Grondona e Isla: 2  |
| 2009  | No clasificó     | No clasificó | No clasificó | No clasificó | No clasificó | No clasificó | No clasificó | No clasificó | No clasificó                       |
| 2011  | No clasificó     | No clasificó | No clasificó | No clasificó | No clasificó | No clasificó | No clasificó | No clasificó | No clasificó                       |
| 2013  | Cuartos de final | 6.º          | 5            | 2            | 1            | 2            | 9            | 8            | Castillo: 4                        |
| 2015  | No clasificó     | No clasificó | No clasificó | No clasificó | No clasificó | No clasificó | No clasificó | No clasificó | No clasificó                       |
| 2017  | No clasificó     | No clasificó | No clasificó | No clasificó | No clasificó | No clasificó | No clasificó | No clasificó | No clasificó                       |
| 2019  | No clasificó     | No clasificó | No clasificó | No clasificó | No clasificó | No clasificó | No clasificó | No clasificó | No clasificó                       |
| 2023  | No clasificó     | No clasificó | No clasificó | No clasificó | No clasificó | No clasificó | No clasificó | No clasificó | No clasificó                       |
| 2025  | Clasificado      | Clasificado  | Clasificado  | Clasificado  | Clasificado  | Clasificado  | Clasificado  | Clasificado  | Clasificado                        |
| Total | 7/23             | 19.º         | 28           | 12           | 5            | 11           | 47           | 48           | Pino: 5                            |

### Partidos en la Copa del Mundo Sub-20
| Partidos Copa del Mundo sub-20 (por rivales) | Partidos Copa del Mundo sub-20 (por rivales) | Partidos Copa del Mundo sub-20 (por rivales) | Partidos Copa del Mundo sub-20 (por rivales) | Partidos Copa del Mundo sub-20 (por rivales) | Partidos Copa del Mundo sub-20 (por rivales) | Partidos Copa del Mundo sub-20 (por rivales) | Partidos Copa del Mundo sub-20 (por rivales) |
| Equipo                                       | PJ                                           | PG                                           | PE                                           | PP                                           | GF                                           | GC                                           |                                              |
| -------------------------------------------- | -------------------------------------------- | -------------------------------------------- | -------------------------------------------- | -------------------------------------------- | -------------------------------------------- | -------------------------------------------- | -------------------------------------------- |
| Alemania                                     | 1                                            | 0                                            | 0                                            | 1                                            | 0                                            | 4                                            |                                              |
| Alemania Democrática                         | 1                                            | 0                                            | 1                                            | 0                                            | 1                                            | 1                                            |                                              |
| Australia                                    | 1                                            | 1                                            | 0                                            | 0                                            | 2                                            | 0                                            |                                              |
| Austria                                      | 2                                            | 1                                            | 1                                            | 0                                            | 1                                            | 0                                            |                                              |
| Argentina                                    | 1                                            | 0                                            | 0                                            | 1                                            | 0                                            | 3                                            |                                              |
| Burundi                                      | 1                                            | 0                                            | 1                                            | 0                                            | 1                                            | 1                                            |                                              |
| Canadá                                       | 1                                            | 1                                            | 0                                            | 0                                            | 3                                            | 0                                            |                                              |
| China                                        | 1                                            | 1                                            | 0                                            | 0                                            | 1                                            | 0                                            |                                              |
| Congo                                        | 1                                            | 1                                            | 0                                            | 0                                            | 3                                            | 0                                            |                                              |
| Croacia                                      | 1                                            | 1                                            | 0                                            | 0                                            | 2                                            | 0                                            |                                              |
| Egipto                                       | 1                                            | 1                                            | 0                                            | 0                                            | 2                                            | 1                                            |                                              |
| España                                       | 2                                            | 0                                            | 0                                            | 2                                            | 3                                            | 13                                           |                                              |
| Estados Unidos                               | 1                                            | 0                                            | 0                                            | 1                                            | 1                                            | 4                                            |                                              |
| Ghana                                        | 1                                            | 0                                            | 0                                            | 1                                            | 3                                            | 4                                            |                                              |
| Honduras                                     | 1                                            | 1                                            | 0                                            | 0                                            | 7                                            | 0                                            |                                              |
| Inglaterra                                   | 1                                            | 0                                            | 1                                            | 0                                            | 1                                            | 1                                            |                                              |
| Irak                                         | 1                                            | 0                                            | 0                                            | 1                                            | 1                                            | 2                                            |                                              |
| Italia                                       | 1                                            | 1                                            | 0                                            | 0                                            | 1                                            | 0                                            |                                              |
| Japón                                        | 1                                            | 0                                            | 1                                            | 0                                            | 2                                            | 2                                            |                                              |
| Marruecos                                    | 1                                            | 0                                            | 0                                            | 1                                            | 0                                            | 1                                            |                                              |
| Nigeria                                      | 1                                            | 1                                            | 0                                            | 0                                            | 4                                            | 0                                            |                                              |
| Países Bajos                                 | 1                                            | 0                                            | 0                                            | 1                                            | 0                                            | 3                                            |                                              |
| Portugal                                     | 1                                            | 1                                            | 0                                            | 0                                            | 1                                            | 0                                            |                                              |
| Togo                                         | 1                                            | 1                                            | 0                                            | 0                                            | 3                                            | 0                                            |                                              |
| Ucrania                                      | 1                                            | 0                                            | 0                                            | 1                                            | 2                                            | 4                                            |                                              |
| Yugoslavia                                   | 1                                            | 0                                            | 0                                            | 1                                            | 2                                            | 4                                            |                                              |
| Total                                        | 28                                           | 12                                           | 5                                            | 11                                           | 47                                           | 48                                           |                                              |

### Campeonato Sudamericano de Fútbol Sub-20
| Año   | Ronda              | Posición | PJ  | PG | PE | PP | GF  | GC  | Goleador                           | Entrenador         | Plantel |
| ----- | ------------------ | -------- | --- | -- | -- | -- | --- | --- | ---------------------------------- | ------------------ | ------- |
| 1954  | Primera ronda      | 6°       | 3   | 0  | 2  | 1  | 2   | 4   | ?                                  | ?                  |         |
| 1958  | Todos contra todos | 5°       | 5   | 1  | 1  | 3  | 10  | 13  | ?                                  | Fernando Riera     |         |
| 1964  | Cuarto lugar       | 4º       | 6   | 2  | 3  | 1  | 6   | 6   | Bravo: 6                           | Washington Urrutia |         |
| 1967  | Primera ronda      | 5°       | 4   | 2  | 0  | 2  | 5   | 7   | ?                                  | José Santos Arias  |         |
| 1971  | Primera ronda      | 7°       | 3   | 1  | 1  | 1  | 3   | 4   | ?                                  | ?                  |         |
| 1974  | Primera ronda      | 6°       | 4   | 1  | 1  | 2  | 4   | 6   | ?                                  | José Santos Arias  |         |
| 1975  | Subcampeón         | 2°       | 6   | 3  | 3  | 0  | 7   | 1   | ?                                  | Orlando Aravena    |         |
| 1977  | Cuarto lugar       | 4º       | 6   | 2  | 1  | 3  | 6   | 10  | ?                                  | ?                  |         |
| 1979  | Primera ronda      | 5º       | 4   | 2  | 0  | 2  | 8   | 8   | ?                                  | Pedro García       |         |
| 1981  | Primera ronda      | 7º       | 3   | 1  | 0  | 2  | 5   | 4   | ?                                  | ?                  |         |
| 1983  | Primera ronda      | 7º       | 4   | 1  | 0  | 3  | 4   | 6   | ?                                  | ?                  |         |
| 1985  | Primera ronda      | 7º       | 4   | 0  | 2  | 2  | 0   | 4   | ?                                  | ?                  |         |
| 1987  | Primera ronda      | 5º       | 4   | 2  | 0  | 2  | 9   | 9   | ?                                  | Luis Ibarra        |         |
| 1988  | Primera ronda      | 7º       | 5   | 1  | 1  | 3  | 5   | 9   | ?                                  | Eugenio Jara       |         |
| 1991  | Primera ronda      | 6º       | 4   | 1  | 1  | 2  | 7   | 8   | ?                                  | Manuel Pellegrini  |         |
| 1992  | Primera ronda      | 6º       | 3   | 1  | 0  | 2  | 2   | 2   | Salas, Torré: 1                    | Leonardo Véliz     |         |
| 1995  | Tercer lugar       | 3º       | 6   | 1  | 2  | 3  | 9   | 13  | Rozental: 4                        | Leonardo Véliz     |         |
| 1997  | Fase final         | 6º       | 9   | 2  | 2  | 5  | 13  | 21  | Neira: 5                           | Guillermo Yávar    |         |
| 1999  | Fase final         | 6º       | 9   | 4  | 1  | 4  | 20  | 14  | Cordova: 5                         | Vladimir Bigorra   |         |
| 2001  | Cuarto lugar       | 4º       | 9   | 3  | 2  | 4  | 11  | 17  | Salgado: 4                         | Héctor Pinto       |         |
| 2003  | Primera ronda      | 7º       | 4   | 1  | 0  | 3  | 4   | 6   | Pinilla: 1                         | César Vaccia       |         |
| 2005  | Cuarto lugar       | 4º       | 9   | 3  | 3  | 3  | 20  | 18  | Fernández, Canales: 5              | José Sulantay      |         |
| 2007  | Cuarto lugar       | 4º       | 9   | 3  | 3  | 3  | 20  | 13  | Vidal: 6                           | José Sulantay      |         |
| 2009  | Primera ronda      | 8º       | 4   | 1  | 0  | 3  | 5   | 7   | Gómez: 3                           | Ivo Basay          |         |
| 2011  | Fase final         | 5º       | 9   | 3  | 0  | 6  | 12  | 19  | Carrasco: 3                        | César Vaccia       |         |
| 2013  | Cuarto lugar       | 4º       | 9   | 6  | 1  | 2  | 15  | 9   | Castillo: 5                        | Mario Salas        |         |
| 2015  | Primera ronda      | 9º       | 4   | 1  | 0  | 3  | 4   | 11  | Echeverría, Cuevas: 2              | Hugo Tocalli       |         |
| 2017  | Primera ronda      | 9º       | 4   | 0  | 2  | 2  | 2   | 4   | Sierra, Jara: 1                    | Héctor Robles      |         |
| 2019  | Primera ronda      | 7º       | 4   | 1  | 1  | 2  | 3   | 4   | L. Alarcón, T. Alarcón, Morales: 1 | Héctor Robles      |         |
| 2023  | Primera ronda      | 7°       | 4   | 1  | 1  | 2  | 2   | 5   | Conelli, Assadi: 1                 | Patricio Ormazábal |         |
| 2025  | Fase final         | 6°       | 9   | 2  | 1  | 6  | 11  | 18  | Rossel: 5                          | Nicolás Córdova    |         |
| Total | 30/30              | 6°       | 170 | 53 | 35 | 82 | 234 | 280 |                                    |                    |         |

### Partidos en el Sudamericano Sub-20
| Partidos Sudamericano de Fútbol sub-20 (por rivales) | Partidos Sudamericano de Fútbol sub-20 (por rivales) | Partidos Sudamericano de Fútbol sub-20 (por rivales) | Partidos Sudamericano de Fútbol sub-20 (por rivales) | Partidos Sudamericano de Fútbol sub-20 (por rivales) | Partidos Sudamericano de Fútbol sub-20 (por rivales) | Partidos Sudamericano de Fútbol sub-20 (por rivales) | Partidos Sudamericano de Fútbol sub-20 (por rivales) |
| Equipo                                               | PJ                                                   | PG                                                   | PE                                                   | PP                                                   | GF                                                   | GC                                                   | Dif.                                                 |
| ---------------------------------------------------- | ---------------------------------------------------- | ---------------------------------------------------- | ---------------------------------------------------- | ---------------------------------------------------- | ---------------------------------------------------- | ---------------------------------------------------- | ---------------------------------------------------- |
| Argentina                                            | 20                                                   | 2                                                    | 4                                                    | 13                                                   | 16                                                   | 36                                                   | -20                                                  |
| Bolivia                                              | 12                                                   | 9                                                    | 3                                                    | 0                                                    | 27                                                   | 7                                                    | 20                                                   |
| Brasil                                               | 26                                                   | 4                                                    | 3                                                    | 19                                                   | 24                                                   | 59                                                   | -35                                                  |
| Colombia                                             | 23                                                   | 8                                                    | 4                                                    | 11                                                   | 30                                                   | 31                                                   | -1                                                   |
| Ecuador                                              | 11                                                   | 6                                                    | 3                                                    | 2                                                    | 21                                                   | 12                                                   | 9                                                    |
| Israel                                               | 1                                                    | 0                                                    | 0                                                    | 1                                                    | 0                                                    | 3                                                    | -3                                                   |
| Paraguay                                             | 19                                                   | 5                                                    | 4                                                    | 10                                                   | 29                                                   | 38                                                   | -9                                                   |
| Perú                                                 | 13                                                   | 8                                                    | 3                                                    | 2                                                    | 29                                                   | 15                                                   | 14                                                   |
| Uruguay                                              | 23                                                   | 1                                                    | 7                                                    | 15                                                   | 16                                                   | 44                                                   | -28                                                  |
| Venezuela                                            | 13                                                   | 8                                                    | 2                                                    | 3                                                    | 32                                                   | 16                                                   | 16                                                   |
| Total                                                | 158                                                  | 51                                                   | 33                                                   | 74                                                   | 223                                                  | 258                                                  | -35                                                  |

### Juegos Suramericanos
| Año   | Ronda | Posición | PJ | PG | PE | PP | GF | GC | Goleador   | Entrenador    | Plantel |
| ----- | ----- | -------- | -- | -- | -- | -- | -- | -- | ---------- | ------------- | ------- |
| 2018  | Final | 1º       | 5  | 2  | 3  | 0  | 7  | 5  | Alarcón: 2 | Héctor Robles |         |
| Total | 1/1   | 1°       | 5  | 2  | 3  | 0  | 7  | 5  |            |               |         |

## Jugadores

### Última convocatoria
Nómina para el Sudamericano de Venezuela 2025.
| Dorsal | Nombre                | Posición      | Edad    | Club                          |
| ------ | --------------------- | ------------- | ------- | ----------------------------- |
| 1      | Martín Contreras      | Portero       | 20 años | Universidad Católica          |
| 12     | Ignacio Sáez          | Portero       | 19 años | Universidad de Chile          |
| 23     | Gabriel Maureira      | Portero       | 18 años | Colo-Colo                     |
| 2      | Ian Garguez           | Defensa       | 20 años | Palestino                     |
| 3      | Iván Román            | Defensa       | 18 años | Palestino                     |
| 4      | Yahir Salazar         | Defensa       | 20 años | Universidad de Chile          |
| 5      | Nicolás Suárez        | Defensa       | 19 años | Colo-Colo                     |
| 13     | Matías Pérez          | Defensa       | 20 años | Curicó Unido                  |
| 20     | Felipe Faúndez        | Defensa       | 19 años | O'Higgins                     |
| 6      | Gabriel Pinto         | Mediocampista | 20 años | O'Higgins                     |
| 7      | Favian Loyola         | Mediocampista | 20 años | Orlando City                  |
| 8      | Joaquín Silva         | Mediocampista | 20 años | Santiago Wanderers            |
| 10     | Agustín Arce          | Mediocampista | 20 años | San Luis                      |
| 14     | Ignacio Vásquez       | Mediocampista | 19 años | Universidad de Chile          |
| 15     | Javier Cárcamo        | Mediocampista | 20 años | Huachipato                    |
| 16     | Fernando Osorio       | Mediocampista | 19 años | Universidad de Chile          |
| 18     | Juan Francisco Rossel | Mediocampista | 20 años | Universidad Católica          |
| 19     | Patricio Romero       | Mediocampista | 20 años | Cobreloa                      |
| 9      | Damián Pizarro        | Delantero     | 20 años | Udinese                       |
| 11     | Willy Chatiliez       | Delantero     | 20 años | S.D. Huesca "B"               |
| 17     | Emiliano Ramos        | Delantero     | 20 años | Everton                       |
| 21     | Benjamín Aravena      | Delantero     | 20 años | Universidad de Chile          |
| 22     | Leandro Hernández     | Delantero     | 19 años | Colo-Colo                     |
| DT     | Nicolás Cordova       | Entrenador    | 46 años | Federación de Fútbol de Chile |

## Últimos partidos y próximos encuentros
En la tabla siguiente se detallan los últimos partidos disputados por la selección de fútbol sub-20 de Chile, además de sus próximos encuentros.
| Nº  | Fecha                    | Ciudad         | Local     |                      | Resultado |                          | Visitante     | Competencia                           |
| --- | ------------------------ | -------------- | --------- | -------------------- | --------- | ------------------------ | ------------- | ------------------------------------- |
| 401 | 17 de enero de 2025      | La Calera      | Chile     | Bandera de Chile     | 1:3       | Bandera de Argentina     | Argentina     | Amistoso                              |
| 402 | 23 de enero de 2025      | Cabudare       | Venezuela | Bandera de Venezuela | 1:2       | Bandera de Chile         | Chile         | Campeonato Sudamericano Sub-20 2025   |
| 403 | 25 de enero de 2025      | Cabudare       | Uruguay   | Bandera de Uruguay   | 2:1       | Bandera de Chile         | Chile         | Campeonato Sudamericano Sub-20 2025   |
| 404 | 27 de enero de 2025      | Cabudare       | Chile     | Bandera de Chile     | 3:2       | Bandera de Perú          | Perú          | Campeonato Sudamericano Sub-20 2025   |
| 405 | 31 de enero de 2025      | Valencia       | Paraguay  | Bandera de Paraguay  | 2:1       | Bandera de Chile         | Chile         | Campeonato Sudamericano Sub-20 2025   |
| 406 | 4 de febrero de 2025     | Caracas        | Argentina | Bandera de Argentina | 2:1       | Bandera de Chile         | Chile         | Campeonato Sudamericano Sub-20 2025   |
| 407 | 7 de febrero de 2025     | Caracas        | Chile     | Bandera de Chile     | 1:2       | Bandera de Paraguay      | Paraguay      | Campeonato Sudamericano Sub-20 2025   |
| 408 | 10 de febrero de 2025    | Caracas        | Chile     | Bandera de Chile     | 1:1       | Bandera de Uruguay       | Uruguay       | Campeonato Sudamericano Sub-20 2025   |
| 409 | 13 de febrero de 2025    | Caracas        | Chile     | Bandera de Chile     | 1:3       | Bandera de Colombia      | Colombia      | Campeonato Sudamericano Sub-20 2025   |
| 410 | 16 de febrero de 2025    | Puerto La Cruz | Chile     | Bandera de Chile     | 0:3       | Bandera de Brasil        | Brasil        | Campeonato Sudamericano Sub-20 2025   |
| 411 | 4 de junio de 2025       | TBD            | Chile     | Bandera de Chile     | -:-       | Bandera de Nueva Zelanda | Nueva Zelanda | Amistoso                              |
| 412 | 7 de junio de 2025       | Santiago       | Chile     | Bandera de Chile     | -:-       | Bandera de Nueva Zelanda | Nueva Zelanda | Amistoso                              |
| 413 | 27 de septiembre de 2025 | Santiago       | Chile     | Bandera de Chile     | -:-       | Bandera de Nueva Zelanda | Nueva Zelanda | Copa Mundial de Fútbol Sub-20 de 2025 |

## Entrenadores
Lista incompleta.
- Fernando Riera (1958)
- Washington Urrutia (1964)
- José Santos Arias (1967)
- Jorge Venegas (1971)
- José Santos Arias (1974)
- Orlando Aravena (1975)
- Pedro García (1977-1979)
- Luis Ibarra (1987)
- Manuel Pellegrini (1990-1991)
- Leonardo Véliz (1995)
- Fernando Carvallo (1996)
- Guillermo Yávar (1996-1997)
- Vladimir Bigorra (1999)
- Héctor Pinto (2001)
- César Vaccia y  Fernando Cavalleri (2002-2003)
- José Sulantay (abr. 2004-sep. 2007)[13]
- Ivo Basay (sep. 2007-dic. 2009)[14]
- César Vaccia (dic. 2009 - abr. 2011)[15]
- Fernando Carvallo (sep. 2011-nov. 2012)[16]
- Mario Salas (nov. 2012 - ene. 2014)[17]
- Claudio Vivas (ene. 2014-ago. 2014)[18]
- Hugo Tocalli (ago. 2014-ago. 2015)[19]
- Nicolás Córdova (ago. 2015-dic. 2015)[20]
- Hugo Vilches (mar. 2016-abr. 2016)[21]
- Héctor Robles (abr. 2016-ene. 2019)[22]
- Patricio Ormazábal (feb. 2020-ene. 2023)[23]
- Nicolás Córdova  (ago. 2023- ene. 2024) [24]
- Sebastián Miranda  (ene. 2024-presente) [1]

## Palmarés
Copa Mundial de Fútbol Sub-20
- Tercer lugar Copa Mundial de Fútbol Sub-20 (1): 2007
- Cuarto lugar Copa Mundial de Fútbol Sub-20 (1): 1987

Campeonato Sudamericano de Fútbol Sub-20
- Subcampeón Campeonato Sudamericano de Fútbol Sub-20 (1): 1975

Juegos Suramericanos
- Medalla de oro (1):  2018

### Torneos amistosos
- Campeón Torneo internacional de fútbol sub-20 de la Alcudia España (2): 1998, 2015[25]
- Campeón Torneo Cuadrangular Sub-20 (1): 2007[26]
- Campeón Copa Centenario de la Batalla Naval de El Callao Perú (1): 1966[27]
- Campeón Torneo Internacional Ecuador (1): 1984[28]
- Campeón Suwon Cup Sub-20 Corea del Sur (1): 2007[29]
- Campeón Torneo de Obendorf Sub-19 Alemania (1): 2012
- Campeón Torneo SBS International Cup Japón (1):  2017[30]
- Campeón Torneo Cuadrangular Sport For Tomorrow Paraguay (1):  2018[31]